# Episymploce dispar
Episymploce dispar är en kackerlacksart som först beskrevs av Karlis Princis 1957.  Episymploce dispar ingår i släktet Episymploce och familjen småkackerlackor. Inga underarter finns listade i Catalogue of Life.